# クエラ・ヴェッキア・ロカンダ
クエラ・ヴェッキア・ロカンダ（Quella Vecchia Locanda、「That old inn（あの古宿）」のイタリア語）は、1970年にローマで結成したイタリアのプログレッシブ・ロック、シンフォニック・ロック、室内楽の音楽グループであった。バンドは1972年と1974年に2枚のスタジオ・アルバムをリリースした。
2枚のスタジオ・アルバムはどちらも好評を博している。
バンドの歌手（そしてフルート奏者）は、Giorgio Giorgiであった。ファースト・アルバムのヴァイオリン奏者であるDon V. Laxのインタビューによると、「バッハやブラームス、コレッリを見つけて音楽に織り込んで、クラシック的なロックの融合を作っていました」と語っている。ライブ・パフォーマンスに関しては「15万人を前にヴィラ・パンフィーリで演奏するのが最も印象に残っていますが、他にも巨大な野外コンサートや、テレビ番組、ローマのクラブ、それに海岸でも演奏しましたよ」という。

## 関連する演奏
Don Laxは、キャンパー・ヴァン・ベートーヴェンなどのアーティストのためにヴァイオリンを演奏し、ムーディー・ブルースへのゲスト参加で知られるティム・トンプキンスと短い期間にコラボレートした。

## メンバー
- Giorgio Giorgi - ボーカル、フルート (1970年-1974年)
- Raimondo Maria Cocco - ギター、クラリネット (1970年-1974年)
- Massimo Roselli - キーボード、ボーカル (1970年-1974年)
- Romualdo Coletta - ベース (1970年-1972年)
- Massimo Giorgi - ベース (1974年)
- Patrick Traina - ドラム、パーカッション (1970-1974年)
- Don V. Lax (Donald Lax) - ヴァイオリン (1970年-1972年)
- Claudio Filice - ヴァイオリン (1974年)

## ディスコグラフィ

### スタジオ・アルバム
- 『クエラ・ヴェッキア・ロカンダ』 - Quella vecchia locanda (1972年) ※旧邦題『古ぼけた宿屋の人々』
- 『歓喜の時』 - Il tempo della gioia (1974年) ※旧邦題『歓びの瞬間』

### ライブ・アルバム
- Live (1993年) ※1971年録音

### シングル
- "Villa Doria Pamphili" (1974年)
- "Io ti amo" (1993年)